# Палаццо Стампа-ди-Сончино
Палаццо Стампа-ди-Сончино (итал. Palazzo Stampa di Soncino) — палаццо (городской дворец), построенный в XVI веке на пересечении Виа Сончино и Виа Торино в Милане (Ломбардия), Италия. Памятник архитектуры эпохи Возрождения. В настоящее время в здании располагаются жилые квартиры и магазины.

## История
Дворец был заказан Массимилиано Стампа, 1-м маркизом Сончино, представителем одной из самых влиятельных дворянских семей Милана, архитектору Кристофоро Ломбардо. 
Трёхэтажный дворец занимает весь квартал; над фасадом, выходящим на узкую улицу, возвышается центральная пятиэтажная квадратная башня. Дальнейшие дополнения и расширения проводились на протяжении столетий с момента первоначальной постройки. 
На щите башни изображён орёл императорского дома Габсбургов, символизирующий поддержку, оказанную Массимилиано Карлу V , императору Священной Римской империи, для укрепления власти в Милане после смерти герцога Филиппо Мария Висконти. В том же году в знак признания Массимилиано Стампа был удостоен звания 1-го маркиза Сончино.